# Pléiades Neo
Pour les articles homonymes, voir Pléiade.
Pléiades Neo est une constellation de deux satellites d'observation de la Terre (quatre initialement prévus) fournissant des images avec une résolution spatiale de 30 centimètres développée par Airbus Defence and Space. Ces satellites à usage commercial (via Airbus DS Geo) prennent la suite de la série des Pléiades. Leur lancement s'est échelonné entre 2021 et 2022.

## Historique du développement

### L'étude ARCTOS
Le CNES réfléchit dès 2010 au successeur des satellites français Pléiades lancés en 2011 et 2012 et développés pour fournir des images à des fins civiles (CNES) et militaires (Direction générale de l'Armement) avec une résolution de 50 centimètres. Il finance en ce sens l'étude conceptuelle ARCTOS à partir de 2011, visant à concevoir la nature et les performances de ce nouveau système d'imagerie optique de très haute résolution (VHR pour (en) Very High Resolution), ciblé à l'horizon 2021-2022. Astrium Satellites réalise cette étude et présente en 2013, au 64e Congrès international d'astronautique, un concept de satellite sur une orbite basse héliosynchrone comprise entre 700 et 1 000 km, dont l'instrument optique reposerait sur un miroir en carbure de silicium d'environ deux mètres. Un tel satellite offrirait une résolution comprise entre 20 et 35 centimètres et une fauchée de 20 km. La résolution est déterminée par la dimension du miroir, elle-même contrainte par la taille de la coiffe du lanceur choisi : Ariane 6 permettrait l'envoi d'un miroir offrant une résolution de 20 cm alors que Vega ne permettrait qu'une résolution de 30 cm au maximum. Parallèlement aux travaux d'Astrium, le Service Régional de Traitement d’Image et de Télédétection (SERTIT) de l'Université de Strasbourg démontre à la demande du CNES la pertinence d'inclure des bandes spectrales en infrarouge court (SWIR pour (en) Short Wave Infrared) sur le successeur de Pléiades, en effectuant une détection d'inondations en combinant des images SWIR prises par SPOT 5 et des images haute résolution prises par Pléiades.

### Pléiades Neo
Airbus Defence and Space annonce en septembre 2016 une nouvelle constellation double usage de quatre satellites identiques d'observation de la Terre, à très haute résolution, développée par l'industriel sur fonds propres, devant être lancée en 2020 et 2021 afin de prendre la suite des satellites Pléiades. L'investissement est évalué à 600 millions €. La constellation, qui comprend 4 satellites, permet une fréquence de visite biquotidienne des sites à photographier alors que les Pléiades ne permettaient qu'une visite quotidienne,. En juin 2017, Airbus dévoile le nom de la constellation (VHR 2020) ainsi que sa résolution : 30 centimètres, afin d'offrir une prestation équivalente à celle des satellites WorldView de son concurrent DigitalGlobe. Le même mois est signé au salon du Bourget le contrat avec Arianespace prévoyant de mettre en orbite la constellation avec deux lancements doubles Vega C à partir de mi-2020. En septembre 2017, Airbus baptise sa constellation « Pléiades Neo » et annonce qu'elle accèdera directement au système EDRS pour offrir à ses clients une fonction de mise à jour de dernière minute des plans de programmation, en particulier pour réagir à des catastrophes naturelles ou pour des interventions civiles ou militaires d’urgence. En février 2020, Airbus confirme que les deux premiers exemplaires doivent être lancés mi-2020. Le lancement du premier satellite doit cependant être reporté à de nombreuses reprises, principalement à cause de la fermeture du centre spatial guyanais au plus fort de la pandémie de covid-19 puis de l'échec du vol VV17 ayant entraîné un arrêt des lancements Vega pendant plusieurs mois. Le premier exemplaire (Pléiades Neo 3) est finalement lancé avec succès le 29 avril 2021 et ses premières images sont dévoilées le 20 mai 2021. Le second exemplaire (Pléiades Neo 4) est lancé le 16 août 2021,. Ces deux tirs ont utilisé le lanceur Vega de première génération, la version C n'étant pas encore disponible à cette date. Les deux derniers exemplaires, Pléiades Neo 5 et 6, doivent être lancés en 2022, en un seul lancement Vega C comme initialement prévu. Ce lancement intervient le 21 décembre 2022, mais se solde par un échec, à la suite d'une défaillance du moteur Zefiro 40 du second étage. Les deux satellites sont perdus.

## Caractéristiques techniques
Chaque satellite d'une masse de 920 kg est équipé d'un système optique Naomi développé par Airbus et ayant recours au carbure de silicium. Les panneaux solaires sont souples et donc moins sensibles aux vibrations occasionnées par les changements d'orientation rapides liés aux manœuvres de pointage. La résolution optique est de 30 centimètres en panchromatique et la fauchée est de 14 km. Les images réalisées par chaque satellite seront transférées soit en bande X directement sur une station au sol, soit par un système de télécommunications laser embarqué fourni par Tesat Spacecom aux satellites relais EDRS circulant en orbite géostationnaire et donc toujours en vue de celui-ci (réseau SpaceDataHighway exploité par Airbus pour le compte de l’Agence spatiale européenne). Le débit autorisé par ces terminaux atteignant 1,8 gigabits permettra de transférer les 40 téraoctets recueillis quotidiennement par la constellation. Les instructions sont transmises en temps réel par le centre de contrôle de Toulouse en utilisant la bande S ou via le SpaceDataHighway en bande Ka,.

## Déroulement de la mission (prévisionnel)

Altitude moyenne des deux premiers satellites, autour de 620 km.

Le premier satellite, Pléiades Neo 3, a été mis sur orbite le 29 avril 2021 par un lanceur Vega (vol VV-18) depuis l'ensemble de lancement Vega du centre spatial guyanais. Le second satellite, Pléiades Neo 4, a été mis sur orbite le 16 août 2021, également à bord d'un lanceur Vega (vol VV-19) et depuis le centre spatial guyanais. Les deux autres orbiteurs prévus, les satellites Pléiades Neo 5 et 6, sont lancés le 21 décembre 2022 sur un même vol de Vega C, mais le lancement a été un échec.
Ces satellites circulent sur une orbite héliosynchrone à une altitude de 620 km. Chaque satellite peut photographier un demi-million de km² quotidiennement. Les images capturées alimentent la plateforme en ligne OneAtlas et sont analysées et éventuellement corrélées avec les données fournis par les satellites TerraSAR-X et TanDEM-X avant d'être commercialisées auprès des clients.